# Giersleben
Giersleben es un municipio situado en el distrito de Salzland, en el estado federado de Sajonia-Anhalt (Alemania), a una altitud de 128 metros. Su población a finales de 2015 era de unos 1039 habitantes y su densidad poblacional, 52 hab/km².
Se encuentra ubicado a poca distancia al oeste del río Saale, un afluente del río Elba.